# بيل تالبرت
بيل تالبرت (بالإنجليزية: Bill Talbert)‏ (مواليد 4 سبتمبر 1918 - الوفاة 28 فبراير 1999) كان لاعب كرة مضرب أمريكي وكان يلعب باليد اليمنى. كما أنه أحد أبطال الجراند سلام. أعلى تصنيف له في الفردي كان المركز الـ 3 في سنة 1949.

## روابط خارجية
- بيل تالبرت على موقع رابطة محترفي التنس (الإنجليزية)
- بيل تالبرت على موقع الاتحاد الدولي لكرة المضرب (الإنجليزية)
- بيل تالبرت على موقع كأس ديفيز (الإنجليزية)
- بيل تالبرت على موقع قاعة مشاهير كرة المضرب الدولية (الإنجليزية)
- بيل تالبرت على موقع خلاصة التنس.كوم (الإنجليزية)